# Olasz János (politikus)
Olasz János (Borsodivánka, 1937. augusztus 10. – Eger, 2020. november 19.) magyar tanár, népművelő, politikus. 1994 és 1998 között a Magyar Szocialista Párt országgyűlési képviselője.

## Életpályája
1937. augusztus 10-én született Borsodivánkán. Apja Olasz János (1908–1984), anyja Olasz Mária (1917–?) tsz-tag volt. Általános iskolai tanulmányait szülőfalujában végezte majd 1956-ban a mezőkövesdi I. László Gimnáziumban érettségizett. 1959-ben az Egri Tanárképző Főiskolán magyar-történelem szakos általános iskolai tanári diplomát, 1988-ban a nyíregyházi Bessenyei György Tanárképző Főiskolán népművelői szakképesítést szerzett.
1959 és 1963 között a szentistváni, 1963 és 1994 között a borsodivánkai Általános Iskolában tanított. 1974-től az iskola igazgatója volt. 1965-tól MSZMP-, 1989-től MSZP-tag volt. 1970 és 1989 között alapszervezeti titkárként tevékenykedett.
1990 és 1994 között borsodivánkai önkormányzati képviselő. 1994 és 1998 között országgyűlési képviselő volt a Borsod-Abaúj-Zemplén megyei 13. számú választókörzetből. 1994 és 2002 között a Borsod-Abaúj-Zemplén megyei közgyűlés tagja volt.

## Családja
1960-ban kötött házasságot Krafcsik Teréz általános iskolai tanárral. Két gyermekük született: János (1961) és Péter (1967).